# 11-й военный округ (вермахт)
11-й военный округ (нем. Wehrkreis XI) — единица военно-административного деления Вооружённых сил Германии во времена нацистской Германии. Создан в 1936 году и просуществовал до 1945 года. Военный округ обеспечивал военную безопасность на территориях свободного государства Брауншвейг, свободного государства Анхальт и южной части провинции Ганновер, а также набор и подготовку частей вермахта в этих районах. Командованию военного округа подчинялись 2 инспекции комплектования (нем. Wehrersatzbezirk), расположенные в Ганновере и Магдебурге. Штаб-квартира военного округа находилась в Ганновере.

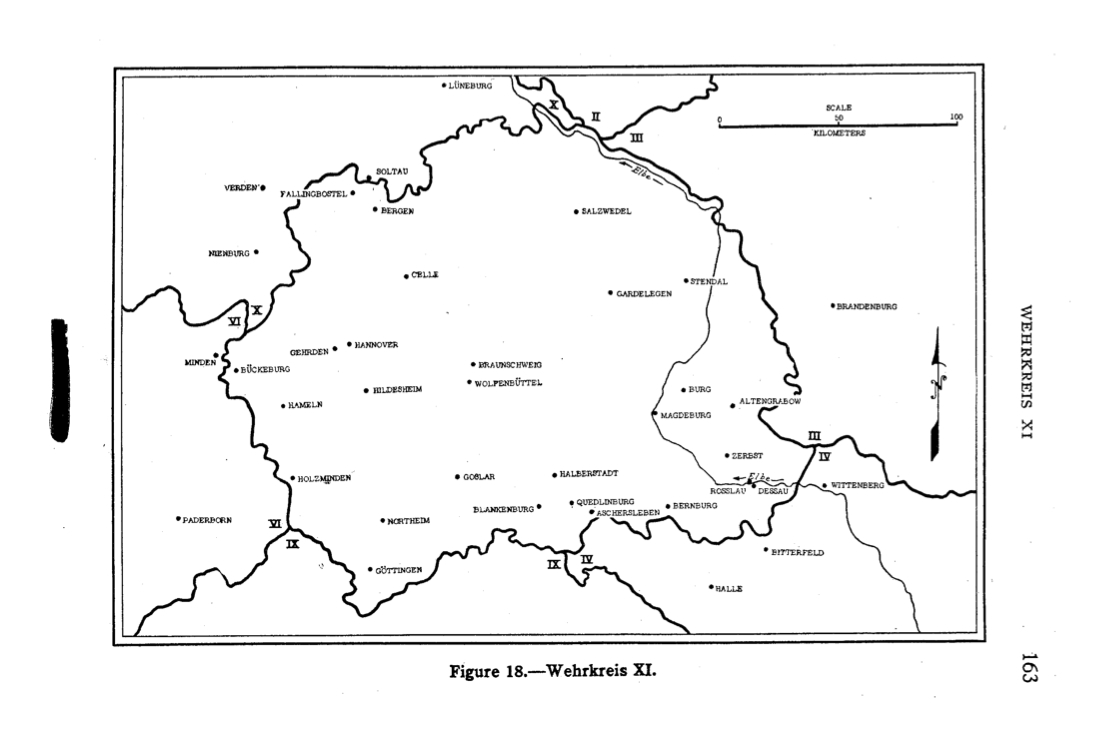
Карта 11-го военного округа

## Командование

### Командующие
- Вильгельм Улекс[нем.], (нем. Wilhelm Ulex) (1936—1939), позднее командовал 1-м военным округом
- Эмиль Лееб (1939)
- Вольфганг Муфф[нем.], (нем. Wolfgang Muff) (1939—1943)
- Альбрехт Шуберт, (нем. Albrecht Schubert) (1943)
- Бруно Билер (1943—1944)
- Вальтер Лихель[нем.], (нем. Walter Lichel) (1944—1945)
- Рудольф Кох-Эрпах[нем.], (нем. Rudolf Koch-Erpach) (1945), назначен, но в командование не вступил, ранее командовал 8-м военным округом